# Savremena obaveštajno-bezbednosna zajednica: Utopija ili realnost
Savremena obaveštajno-bezbednosna zajednica – utopija ili realnost je knjiga dr Orhana Dragaša, objavljena 2009. godine u izdanju kuće „Rad“, a drugo izmenjeno i dopunjeno izdanje objavljeno je 2018. godine u izdanju kuće „Albion Books“. Knjiga je objavljena i na engleskom jeziku pod naslovom „Modern Intelligence-Security Community, Utopia or Reality”. Ova studija bavi se današnjom ulogom i organizacijom obaveštajno-bezbednosnih službi i struktura u kompleksnom svetu, isprepletanom mrežom političkih, trgovinskih, kulturnih i drugih veza.

## Sadržaj
Kroz devet glava, knjiga daje detaljnu analizu rada obaveštajno-bezbednosnih službi nekih od najuticajnijih država sveta – SAD, Rusije, Velike Britanije, Francuske, Izraela, Italije, kao i pažljivi osvrt na obaveštajno-bezbednosnu delatnost na području Balkana.
Poseban deo posvećen je istraživanju mogućnosti postojanja obaveštajno-bezbednosne zajednice na nivou Evropske unije. Dr Orhan Dragaš u ovoj knjizi posebno obrađuje odnos obaveštajno-bezbednosnih zajednica prema savremenom terorizmu, kao jednom od najvećih pretnji za savremeno čovečanstvo.
U posebnoj glavi, knjiga se bavi mogućom varijantom za izgradnju obaveštajno-bezbednosne zajednice Srbije, s obzirom na novi pravni okvir u ovoj oblasti koji je usledio donošenjem Ustava Republike Srbije 2006. godine i zakona koji su iz njega kasnije proistekli. 

## Recenzenti
Recenzenti knjige „Savremena obaveštajno-bezbednosna zajednica – utopija ili realnost“ su prof. dr Radomir Milašinović, redovni profesor i šef Katedre bezbednosti na Fakultetu bezbednosti Univerziteta u Beogradu i prof. dr Milan Mijalkovski, vanredni profesor na Fakultetu bezbednosti Univerziteta u Beogradu.

## Iz recenzije
„Koristeći se brojnim odgovarajućim izvorima domaćeg i stranog porekla koji razmatraju obaveštajno-bezbednosnu sferu ljudskih zajednica, autor Orhan Dragaš je sačinio izuzetno vredno naučno-stručno delo. Ova knjiga predstavlja svojevrsni siže nastao analizom i sintezom bitnih obeležja obaveštajno-bezbednosne problematike, pre svega države, odnosno njen uticaj na bezbednost vitalnih državnih vrednosti, kao i na ukupno stanje unutar države i njenom bezbednosnom okruženju. Reč je o kvalitetnoj studiji, struktuisanoj u metodološkom i sadržajnom smislu tako da garantuje podjednaku zaokupljenost čitaoca od uvoda do zaključka, nezavisno od toga da li će prihvatiti ili osporiti pojedine stavove“. 
1. ↑  Dragas, Orhan (2015). Savremena Obavestajno-Bezbednosna Zajednica: Utopija Ili Realnost (на језику: енглески). Srbija: RAD AD. ISBN 978-86-09-01001-9.
2. ↑  „Orhan Dragaš “Savremena obaveštajno bezbednosna zajednica” : Albionbooks”. albionbooks.rs. Архивирано из оригинала 01. 12. 2020. г. Приступљено 2020-12-08.
3. ↑  „Nastavnici i saradnici – Fakultet bezbednosti” (на језику: српски). Приступљено 2020-12-08.